# Boubacar Wane
Vous pouvez aider à l'améliorer ou bien discuter des problèmes sur sa page de discussion.
- Il ne cite pas suffisamment ses sources. Vous pouvez indiquer les passages à sourcer avec {{référence nécessaire}} ou {{Référence souhaitée}}, et inclure les références utiles en les liant aux notes de bas de page. (Marqué depuis octobre 2017)
- Sa forme n’est pas encyclopédique et ressemble trop à un curriculum vitæ. Modifiez le texte pour aider à le transformer en article neutre. (Marqué depuis octobre 2017)

- Archive Wikiwix
- Bing
- Cairn
- DuckDuckGo
- E. Universalis
- Gallica
- Google
- G. Books
- G. News
- G. Scholar
- Persée
- Qwant
- (zh) Baidu
- (ru) Yandex
- (wd) trouver des œuvres sur Wikidata

Boubacar Wane, né le 18 avril 1938 à Kanel et mort le 16 octobre 2017 à Dakar, est un officier général sénégalais ayant exercé les fonctions de chef d'état-major particulier du président de la République du Sénégal.

## Biographie

### Carrière Militaire
Né à Kanel le 18 avril 1938, il a très tôt répondu à l'appel des armes, en s'engageant dans l'Armée française le 1er juin 1957, à l'âge de 19 ans. Il y mène une carrière opérationnelle, participant en particulier à la campagne d'Algérie. À force de travail et d'abnégation, faisant montre en toute circonstance d'engagement et d'une grande force de caractère, il gravit les échelons jusqu'à intégrer l’École Militaire Interarmées (EMIA) de Strasbourg d'où il sort sous-lieutenant le 1er octobre 1966.
Il a occupé de hautes et prestigieuses fonctions au sein des Armées. En effet, professionnel accompli, il a exercé des commandements prestigieux dans les années 1970-1980, notamment au Groupement Commandos et au Bataillon de Blindés. Son passage au commandement de ces deux unités d'élite a profondément marqué les esprits tant de ses subordonnés que de ses chefs par la rigueur, le professionnalisme dont il a fait montre, laissant ainsi le souvenir d'un
officier élégant, charismatique et profondément humain. Son charisme et son sens du devoir lui ont permis de conduire de façon admirable le bataillon de blindés lors de l'opération Fodé Kaba Il en 1981. Il y joua un rôle déterminant dans l'atteinte des objectifs assignés aux Armées par l'autorité politique, à savoir la restauration du pouvoir légitime et la protection des populations civiles.
Doté d'excellentes qualités de formateur, le général WANE mettra son expérience et ses qualités de chef opérationnel au profit de la formation, d'abord à l’École Nationale des Sous-Officiers d'Active (ENSOA) de Kaolack, puis au prytanée militaire Charles N'TCHORERE de Saint-Louis, creuset de la formation des élites africaines. De par ses brillants résultats au Prytanée militaire, il sera choisi comme Aide de camp de Monsieur le Président de la République, fonction qu'il exerça avec panache pendant presque une décennie.
Ses hautes qualités intellectuelles et morales, ses éminents talents de négociateur et sa fine connaissance des relations internationales lui ont valu l'estime et la confiance renouvelée du Chef de l’État qui le nomme Chef d’État-major Particulier le 1er octobre 1993. Il exercera cette fonction jusqu'en 1996, cumulativement à celle de Secrétaire permanent du Conseil Supérieur de la défense. Il prendra par la suite le commandement du Centre National de Coordination et d'Animation du Renseignement (CENCAR) avant d'être admis dans la 2e section des officiers généraux le 31 décembre 1996.
Au titre des décorations nationales, le général Boubacar Wane est Grand Croix dans l'ordre national du Lion.
Il a également reçu plusieurs distinctions étrangères dont :
- Grand commandeur de l'ordre national de la Gambie
- Officier de l'ordre national de Tunisie
- Officier de l'ordre national du Togo
- Chevalier dans l'ordre des Palmes Académiques.
- Chevalier de la Légion d'honneur Française

### Œuvres dans la Tijaniya
Le Général Wane est un pilier important de la Tariha Tijaniya au Sénégal pour laquelle il aura œuvré toute sa vie avec discrétion et humilité.
Grand bâtisseur, le Général Wane a permis la création d’une ville nouvelle autour du tombeau de Cheikh Mohamed El Hafidh en construisant tout seul au début des années 2000 la mosquée de N’veni en territoire mauritanien, aujourd’hui devenue une ville religieuse qui attire des milliers de pèlerins qui chaque année viennent se recueillir auprès du  vénéré Moukadam de Cheikh Ahmed Tidjani et premier propagateur de la Tijaniya en Afrique de l’Ouest.
Après la réalisation de cette mosquée située à 150 km de Boutilimit, le Général Wane s’est lancé en 2014 sur le projet de construction d’une mosquée dédiée à son vénéré guide Sheikh Ahmed Tidiane au Sénégal.
Celle ci a été inaugurée le vendredi 19 novembre par Chérif Abdel Muttalib, représentant de la Tijaniya en Afrique de l’Ouest.
La mosquée Cheikh Ahmed Tidjanini Cherif, sise à Ouakam Aéroport, sur une superficie de 1000 m2 a une capacité de 750 places réparties sur deux niveaux.
Le complexe  comprend en outre une école coranique, une bibliothèque, une morgue et des dépendances.